# Minho (Provinz)

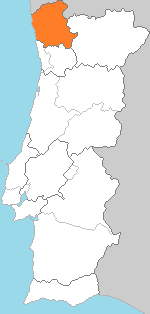
Lage der Provinz Minho in Portugal

Minho war von 1936 bis 1976 eine der elf Provinzen Portugals. Sie existieren heute nur noch in der Umgangssprache, oder in historisch begründeten Begriffen.
Braga war die Hauptstadt der Provinz, die die heutigen Distrikte von Braga und Viana do Castelo umfasste. Westlich an den Atlantik grenzend, waren seine Nachbarprovinzen, im Uhrzeigersinn: Trás-os-Montes e Alto Douro (östlich), Douro Litoral (südlich), und die in Galicien liegenden spanischen Provinzen Pontevedra (nördlich) und Ourense (nordöstlich).
Die als grüner Minho bekannte, niederschlagsreiche Provinz wurde nach dem Rio Minho benannt, und galt im Land schon immer als eine Wiege Portugals, mit seiner ersten Hauptstadt Guimarães, seinem religiösen Zentrum Braga, und seinen lebendigen Traditionen, insbesondere in Volkstanz, Trachten, Gastronomie und Volksmusik. Die dichtbesiedelte, von kleinparzelliger Landwirtschaft gekennzeichnete Provinz war lange Zeit von starken Auswanderungswellen betroffen, insbesondere nach Brasilien ab dem 18. Jahrhundert, und nach Mitteleuropa (besonders Frankreich) ab Mitte des 20. Jahrhunderts.